# Krysische Sprache

Krysisch (Nr. 11 im Südosten der Karte) im Umfeld der Nordostkaukasischen Sprachfamilie

Das Krysische (Eigenbezeichnung: [ɢrətsʼa mɛz], russ. крызский язык kryzskij jazyk, engl. Kryts), ältere Bezeichnung auch Dschekisch, wird von ca. 8.000–15.000 Menschen in Aserbaidschan gesprochen. Es gehört zusammen mit dem Buduchischen zur Schah-Dagh-Untergruppe innerhalb der lesgischen Gruppe der (nordostkaukasischen) nachisch-dagestanischen Sprachfamilie.
Die Bezeichnung Krysisch beruht auf dem Namen der Ortschaft Qrız, die ältere Bezeichnung Dschekisch auf dem Ortsnamen Cek.

## Sprachliche Situation
Krysisch ist keine Schriftsprache. Es ist vom Aussterben bedroht, da es unter starkem Assimilierungsdruck von Seiten des Aserbaidschanischen steht.